# Hermann Bollé
Hermann Bollé (18 de septiembre de 1845 - 17 de julio de 1926) fue un arquitecto de origen franco-alemán que obró en Croacia (Zagreb y Eslavonia), así como partes de lo que ahora es Voivodina en el norte de Serbia.

## Biografía
Nació en Colonia. Después de atender a una escuela vocacional donde estudió ingeniería civil, trabajó en los estudios de arquitectura de Heinrich Wiethase, donde estuvo involucrado en proyectos para iglesias y otros edificios religiosos. Empezando en 1872, estudió en la Academia de Bellas Artes de Viena mientras trabaja en las oficinas del conocido arquitecto de catedrales Friedrich von Schmidt.
Durante 1875-76, vivió a Italia donde conoció al obispo Josip Juraj Strossmayer y al pintor Izidor Kršnjavi. Estas amistades le llevaron a considerar Croacia como lugar para establecer sus prácticas.
En 1876, fue a Đakovo, donde se unió a Friedrich von Schmidt para completar la construcción de la Catedral de San Pedro y San Pablo, empezada por el arquitecto Carl Roesner, quien había fallecido en 1869. Ese mismo año, completó la restauración de la Iglesia de San Marcos en Zagreb, donde se estableció permanentemente en 1878.
Restauró y construyó muchas estructuras en una variedad de estilos, incluyendo el Museo de Artes y Oficios, la Catedral de Zagreb, el Cementerio de Mirogoj y la Catedral grecocatólica de la Santísima Trinidad en Križevci. Finalmente alcanzó gran influencia sobre el diseño y planificación urbana de Zagreb. Murió el 17 de julio de 1926 en la misma Zagreb.

## Obras destacadas

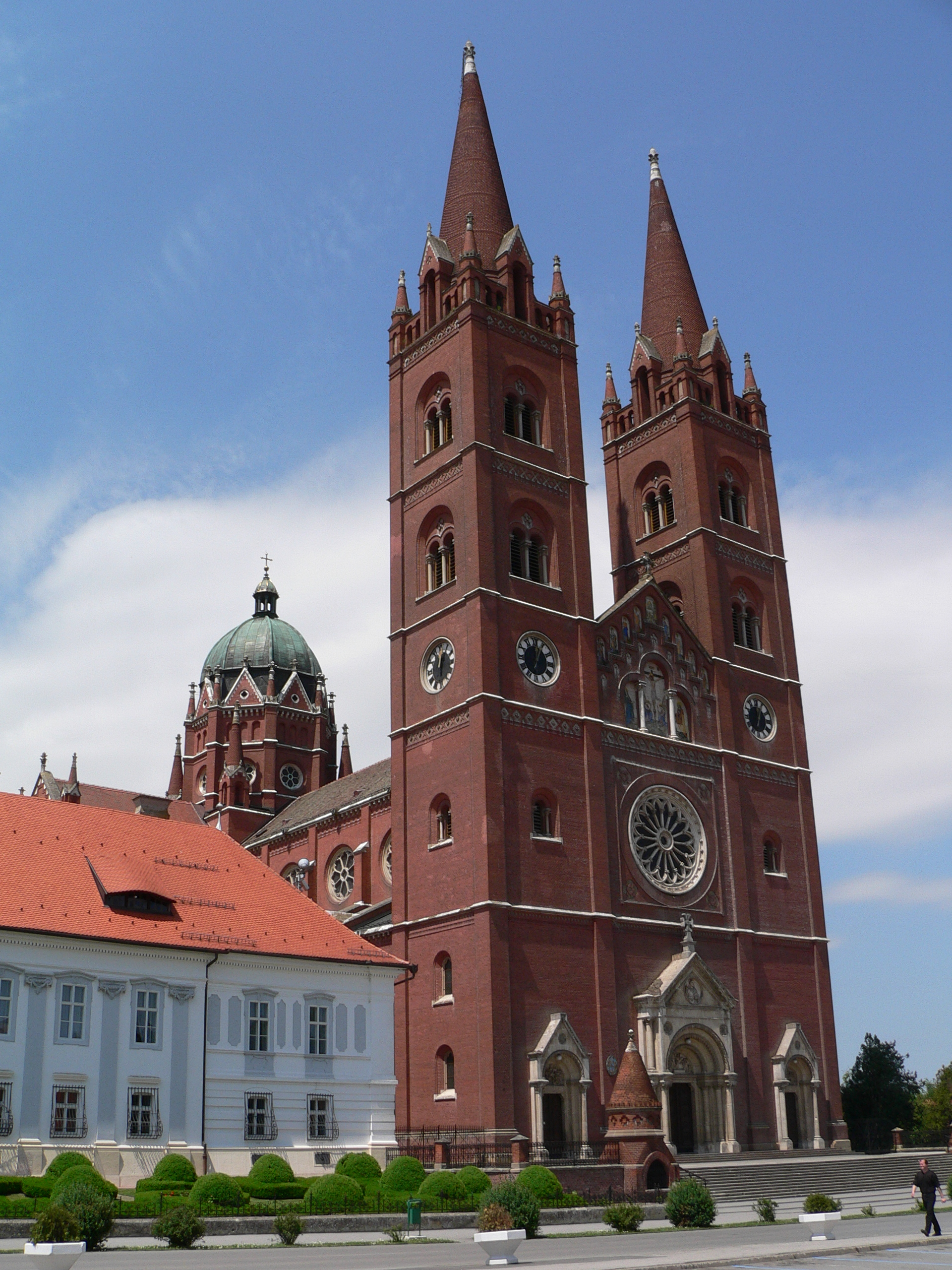
Catedral de Đakovo
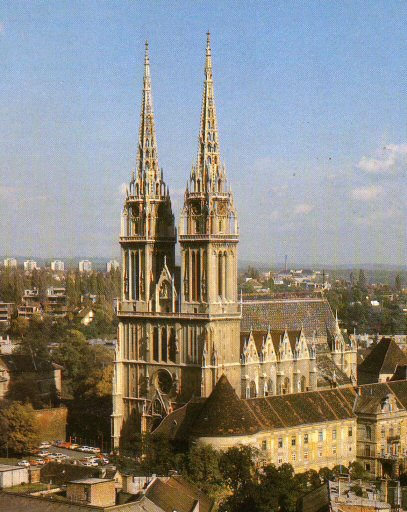
Catedral de Zagreb
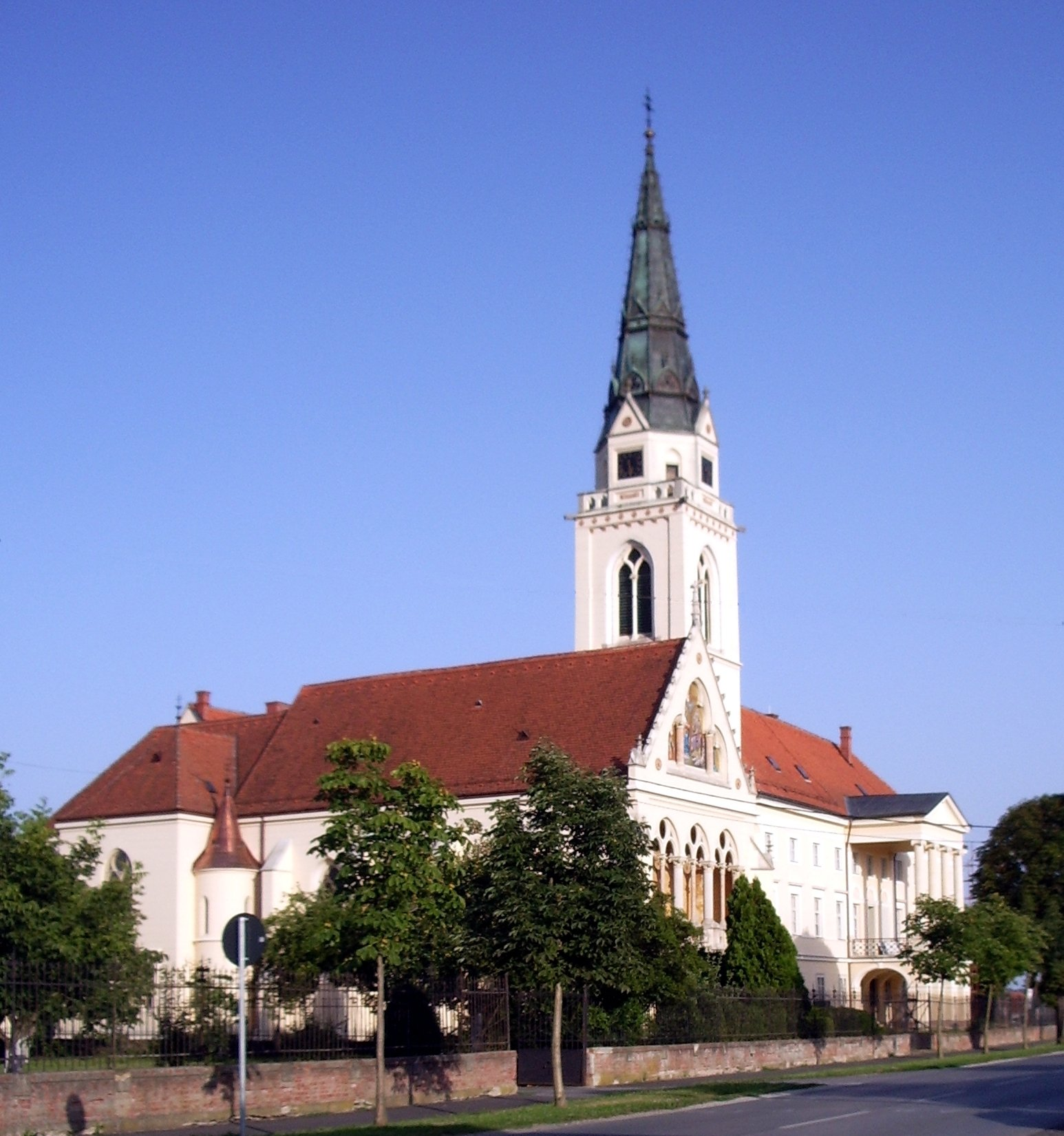
Catedral de Križevci
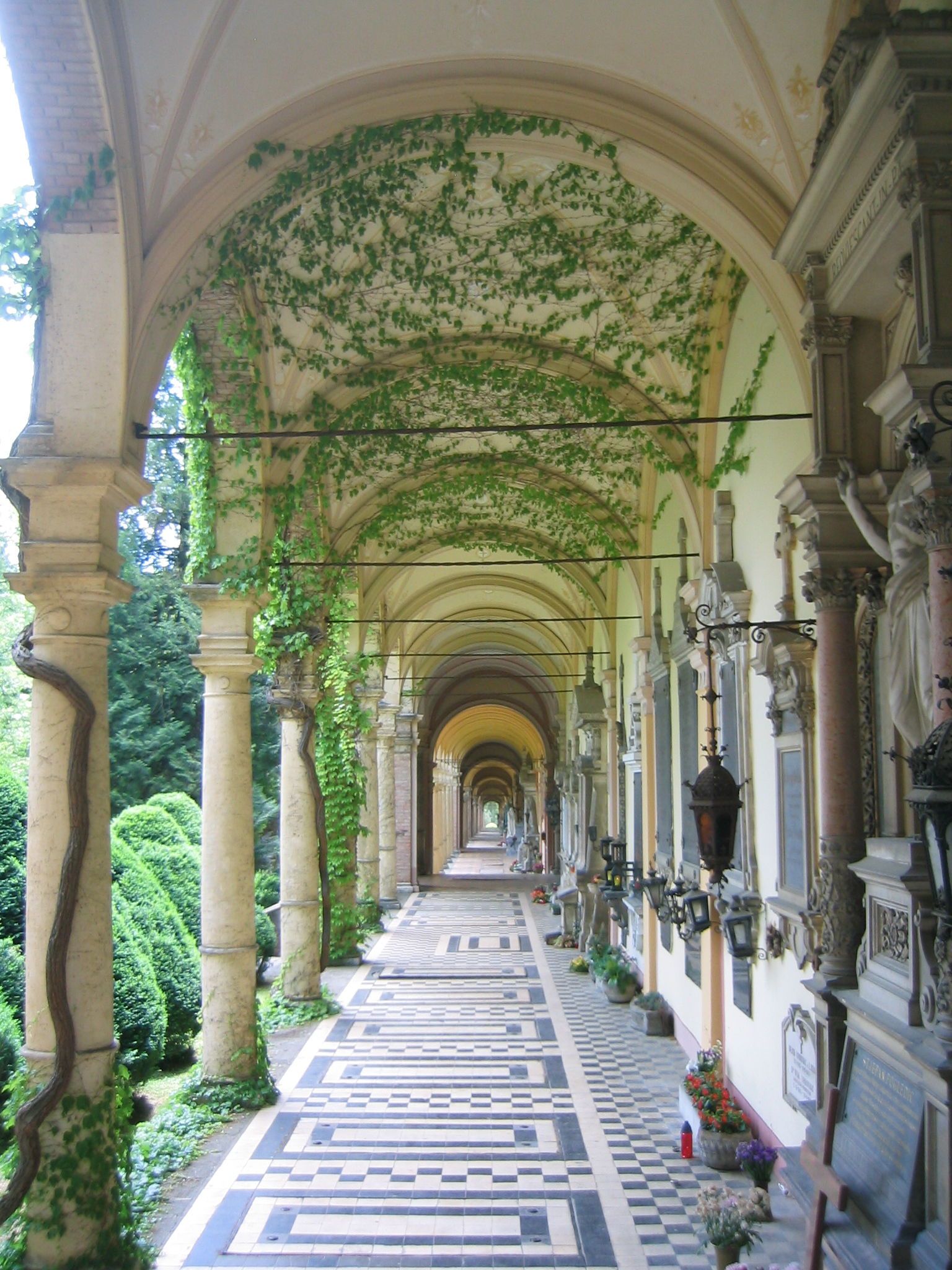
Cementerio de Mirogoj